# Hrabovka (okres Trenčín)
Hrabovka (maďarsky Szúcsgyertyános, do roku 1907 Hrabovka) je obec na Slovensku v okrese Trenčín. Žije v ní 427 obyvatel.
První písemná zmínka o vesnici pochází z roku 1423. Obec se nachází v Považském podolí, šest kilometrů severně od centra Trenčína. Do katastrálního území obce zasahuje část přírodní památky Súčanka.